# Strategy (bài hát)
"Strategy" là một bài hát của nhóm nhạc nữ Hàn Quốc Twice với nữ rapper người Mỹ Megan Thee Stallion. Ca khúc là đĩa đơn chính trong album mở rộng thứ 14 của Twice, Strategy, và phát hành vào ngày 6 tháng 12 năm 2024. Bài hát do Boy Matthews, Cleo Tighe và Megan Thee Stallion (ghi công dưới tên Megan Pete) chấp bút; sáng tác bởi Earattack, Matthews, Tighe và Lee Woo-hyun. 
Phiên bản solo của "Strategy" đã được đưa vào Strategy và một EP gồm các bản phối lại có tên Strategy 2.0, phát hành ngày 18 tháng 12 năm 2024. Phiên bản solo đã xuất hiện trong album OST của bộ phim hoạt hình Mỹ năm 2025 KPop Demon Hunters.
"Strategy" đã leo đỉnh tại vị trí thứ 48 trên bảng xếp hạng Billboard Global 200 và 112 trên Circle Digital Chart của Hàn Quốc. Bài hát cũng lọt vào các bảng xếp hạng ở Canada, Hồng Kông, Nhật Bản, Malaysia, Singapore và lọt vào top 10 ở Đài Loan. Tại Hoa Kỳ, bài hát ra mắt với vị trí thứ ba bảng xếp hạng Bubbling Under Hot 100, trước khi leo đỉnh ở vị trí 62 trên xếp hạng Billboard Hot 100.

## Tiếp nhận
"Strategy" được Rolling Stone Korea liệt kê vào một trong những màn hợp tác toàn cầu hay nhất năm 2024, ca ngợi đây là "một bài hát girl crush đầy quyến rũ". Cây bút Lim Dong-yeop của IZM đã chấm ca khúc ba trên năm sao, nhấn mạnh vào việc sử dụng âm thanh cổ điển cùng nhịp điệu gợi cảm.
| Ấn phẩm | Danh sách                                           | Thứ hạng | Nguồn |
| ------- | --------------------------------------------------- | -------- | ----- |
| Complex | 15 màn hợp tác K-Pop và Rap tuyệt nhất mọi thời đại | 15       | [ 5 ] |

## Diễn biến thương mại
Tại Mỹ, "Strategy" đã debut hạng 3 trên bảng xếp hạng Bubbling Under Hot 100, cập nhật ngày 21 tháng 12 năm 2024. Bài hát đã chứng kiến sự hồi sinh trở lại vào năm 2025 nhờ việc xuất hiện trong bộ phim hoạt hình Netflix KPop Demon Hunters, phát hành ngày 20 tháng 6. Một tháng sau, "Strategy" lọt vào bảng Billboard Hot 100 với thứ hạng 92, đánh dấu ca khúc thứ ba của Twice lọt vào bảng xếp hạng này. Ca khúc tiếp tục leo lên vị trí 74 vào tuần tiếp theo, vượt qua thứ hạng hai ca khúc trước đó của nhóm là "The Feels" và "Moonlight Sunrise". Ngày 13 tháng 8 năm 2025, bài hát thăng hạng lên 69, cao nhất trong sự nghiệp của nhóm. Đây đồng thời là bài trụ hạng Hot 100 lâu nhất của Twice.

## Giải thưởng
| Đánh giá chuyên môn | Đánh giá chuyên môn |
| Nguồn đánh giá      | Nguồn đánh giá      |
| Nguồn               | Đánh giá            |
| ------------------- | ------------------- |
| IZM                 | [ 4 ]               |

| Chương trình | Ngày                 | Nguồn  |
| ------------ | -------------------- | ------ |
| Music Bank   | 13 tháng 12 năm 2024 | [ 11 ] |

## Danh sách bài hát
- Tải xuống và phát trực tuyến kỹ thuật số – Strategy 2.0

1. "Strategy" (version 1.0) – 3:05
2. "Strategy" (Slom remix)  – 2:42
3. "Strategy" (house) – 3:00
4. "Strategy" (moombahton) – 2:55
5. "Strategy" (instrumental) – 2:46

## Bảng xếp hạng
| Bảng xếp hạng (2024–2025)               | Vị trí cao nhất |
| --------------------------------------- | --------------- |
| Australia (ARIA)                        | 68              |
| Canada (Canadian Hot 100)               | 60              |
| Thế giới Global 200 (Billboard)         | 48              |
| Hồng Kông (Billboard)                   | 14              |
| Nhật Bản (Japan Hot 100)                | 57              |
| Nhật Bản (Japan Hot 100) Phiên bản solo | 43              |
| Japan Combined Singles (Oricon)         | 29              |
| Malaysia (Billboard)                    | 19              |
| Malaysia International (RIM)            | 14              |
| New Zealand (Recorded Music NZ)         | 34              |
| Philippines (Philippines Hot 100)       | 25              |
| Singapore (RIAS)                        | 15              |
| Hàn Quốc (Circle)                       | 112             |
| Đài Loan (Billboard)                    | 6               |
| Anh Quốc (OCC)                          | 64              |
| Hoa Kỳ Billboard Hot 100                | 62              |
| Hoa Kỳ Pop Airplay (Billboard)          | 37              |

| Bảng xếp hạng (2024) | Vị trí |
| -------------------- | ------ |
| Hàn Quốc (Circle)    | 135    |

## Lịch sử phát hành
| Khu vực  | Ngày                      | Định dạng                       | Phiên bản                     | Hãng phát hành | Nguồn         |
| -------- | ------------------------- | ------------------------------- | ----------------------------- | -------------- | ------------- |
| Toàn cầu | 6 tháng 12 năm 2024       | Phát trực tuyến Tải kỹ thuật số |                               | JYP Republic   | [ 29 ]        |
| Hoa Kỳ   | Ngày 10 tháng 12 năm 2024 | Đài phát thanh hit đương đại    | Phiên bản Megan Thee Stallion | JYP Republic   | [ 30 ]        |
| Hoa Kỳ   | Ngày 11 tháng 12 năm 2024 | Tải kỹ thuật số                 | Strategy 2.0 EP               | JYP Republic   | [ 31 ] [ 32 ] |
| Toàn cầu | Ngày 18 tháng 12 năm 2024 | Phát trực tuyến Tải kỹ thuật số | Strategy 2.0 EP               | JYP Republic   | [ 33 ]        |